# Ortezzano
Ortezzano (Ortezzà in dialetto fermano) è un comune italiano di 735 abitanti della provincia di Fermo nelle Marche.

## Storia
Ortezzano, posto su di un piccolo altipiano alla sommità di un colle che si affaccia sulla ricca Valdaso, confina con i territori di Monte Rinaldo, Montottone, Monte Vidon Combatte, Carassi e Montalto delle Marche.
Presenta tracce di antichi insediamenti; i ritrovamenti archeologici dimostrano una presenza romana, i cui resti affiorano in contrada Cisterna, Prato e San Massimo, sede anche di un insediamento monastico, dove nel 1877 fu ritrovato un mosaico policromo di vaste dimensioni con raffigurazione delle quattro stagioni, oggi disperso.
Sulle origini del nome l’ipotesi più accreditata è quella secondo la quale esso sia un toponimo prediale, derivante dall’antroponimo di un gentilizio romano, con ogni probabilità Hortentius, unito al tipico suffisso aggetivale -anum indicante un preadium, ovvero una proprietà fondiaria più o meno estesa.
La testimonianza più antica del nome di Ortezzano si trova nel diploma dell’imperatore Lotario, datato all’anno 840, dove è riportata la forma di Ortatiano.
Dal IX al XIII secolo fa parte del dominio francese e viene dotato di fortificazioni, poi entra nella giurisdizione di Fermo; negli Statuti delle città viene citato come castello minore.  Nell’elenco dei castelli di Fermo compare Castrum Ortezani.
Nel 1528 il Lautrec con suoi Lanzichenecchi, in transito nelle Marche di ritorno dal regno di Napoli, si acquartiera nel territorio di Ortezzano con inevitabili disagi per la popolazione. Nel 1549 il bandito Federico Nobili invade lo Stato di Fermo. Il vescovo di Pesaro Simonetta lo affronta e lo sconfigge proprio ad Ortezzano nel 1561. Ad Ortezzano furono costituite nel 1608 le Confraternite di Santa Maria del Rosario e di Santo Spirito, mentre quella del Santissimo Sacramento fu fondata nel 1641.
L’abitato è diviso in due nuclei principali, uno sorto sul lato ovest dove era il più antico castello feudale e l’altro intorno alla chiesa di San Girolamo, una zona che venne fortificata nel XIV secolo; la parte meglio conservata del paese, con case medievali, tratti di mura e la gotica Porta da Sole. Vi si trova anche l’alta torre a pianta pentagonale con merli ghibellini, divenuta simbolo cittadino e riconoscibile anche da lontano. Sullo stesso slargo la chiesa del Carmine, realizzata nel 1725 dalla famiglia Papetti, con facciata a doppio ordine: è un interessante esempio di architettura locale che reinterpreta in maniera originale la lezione dello stile barocco, dalle linee alle curve, unendola a quella più lineare dello stile neoclassico. All’interno una Madonna del Carmine di scuola marattesca: il campanile è stato aggiunto nel 1874.
Al centro del paese, in una piazzetta vicino all’attuale sede del Comune, si può ammirare la chiesa di Santa Maria del Soccorso, che è stata costruita in sostituzione della scomparsa chiesa foranea di Santa Maria delle Grazie.
A quell’epoca risale l’affresco quattrocentesco con la Madonna, staccato e collocato in una cappella laterale.
Dei primi anni del cinquecento è invece il dipinto con la Madonna in trono con il Bambino tra i Santi Girolamo, Sebastiano, Francesco e Agostino. Si tratta, secondo la critica, della prima opera eseguita da Vincenzo Pagani, ancora sotto l’influsso della scuola crivellesca; sono infatti presenti alcuni elementi decorativi che costituiscono quasi una sigla autografa del pittore e che si ritrovano in altre sue opere. La chiesa attuale è stata ristrutturata nel secolo XVIII e conserva anche una Via Crucis di scuola romana e un organo del 1747 del maestro Attili di Ortezzano.
La chiesa di San Girolamo, il santo patrono, originariamente molto piccola, venne ricostruita nella seconda metà del XVIII secolo.
Negli ultimi anni si è assistito ad un forte rilancio del paese dal punto di vista turistico, con la realizzazione di numerose strutture ricettive rurali e ristoranti che hanno fatto di Ortezzano un punto di riferimento importante per l'enogastronomia e il turismo italiano ed estero.

### Simboli
Lo stemma del Comune di Ortezzano è stato concesso con decreto del presidente della Repubblica del 18 gennaio 2006.
Il gonfalone è un drappo partito di rosso e di azzurro.

## Società

### Evoluzione demografica
Abitanti censiti

## Amministrazione
| Periodo        | Periodo        | Primo cittadino  | Partito      | Carica  | Note  |
| -------------- | -------------- | ---------------- | ------------ | ------- | ----- |
| 13 giugno 2004 | 29 marzo 2010  | Maura Malaspina  | lista civica | Sindaco | [ 7 ] |
| 30 marzo 2010  | 15 maggio 2011 | Jonni Ciribè     | lista civica | Sindaco |       |
| 16 maggio 2011 | 3 ottobre 2021 | Giusy Scendoni   | lista civica | Sindaco |       |
| 4 ottobre 2021 | in carica      | Carla Piermarini | lista civica | Sindaco |       |

## Sport

### Pitom factory team
Sede del team di motorsport pitbike motard più grande d'italia conosciuto anche come Pitom family e dell'Omonima azienda costruttrice di pitbike Made in italy